# Scharlakansakleja
Scharlakansakleja (Aquilegia canadensis) är en växt som tillhör ranunkelväxterna. Blommornas färg är laxröd.
Växten når en höjd av 20 till 90 cm och de orangeröda blommorna är cirka 4 cm lång och 3 till 4 cm bred.
Utbredningsområdet sträcker sig i Kanada från Klippiga bergens östra sida till Ontario och Quebec. I USA finns arten i landets centrala och östra delar. Avskilda populationer finns i centrala Texas. Som grund föredras kalksten.
Scharlakansakleja hittas vanligen vid skogens kanter och på skogsgläntor med torr och klippig grund. Arten blommar mellan april och juli. Den pollineras av Humlor och nattfjärilar. Exemplar av Andrena brevipalpis skapar ett litet hål i blomman för att nå nektarn. Denna växt kan bilda hybrider med andra släktmedlemmar. Blomman besöks även av fåglar som kolibrier.
Växtens frön används i den traditionella medicinen mot djurlöss i håret och som parfym.